# Wim Jansen
Wim Jansen (Rotterdam, 1946. október 28. – 2022. január 25.) 65-szörös holland válogatott, kétszeres világbajnoki ezüstérmes labdarúgó, középpályás, edző.

## Pályafutása

### A válogatottban
1967 és 1980 között 65 alkalommal szerepelt a holland válogatottban és egy gólt szerzett. Két világbajnokságon vett részt (1974, 1978). Mindkét alkalommal tagja volt az ezüstérmes csapatnak. 1976-ban a jugoszláviai Európa-bajnokságon bronzérmet szerzett a holland válogatottal.

## Sikerei, díjai

### Játékosként
- Világbajnokság
  - ezüstérmes: 1974 – NSZK, 1978 - Argentína
- Európa-bajnokság
  - bronzérmes: 1976 – Jugoszlávia
- Holland bajnokság
  - bajnok: 1968–69, 1970–71, 1973–74
- Holland kupa
  - győztes: 1969
- Bajnokcsapatok Európa-kupája (BEK)
  - győztes: 1969–70
- UEFA-kupa
  - győztes: 1973–74
- Interkontinentális kupa
  - győztes: 1970

## Statisztika

### Mérkőzései a holland válogatottban
| Hollandia | Hollandia            | Hollandia                                  | Hollandia      | Hollandia | Hollandia      | Hollandia      | Hollandia | Hollandia |
| #         | Dátum                | Helyszín                                   | Hazai          | Eredmény  | Vendég         | Kiírás         | Gólok     | Esemény   |
| --------- | -------------------- | ------------------------------------------ | -------------- | --------- | -------------- | -------------- | --------- | --------- |
| 1.        | 1967. október 4.     | Koppenhága, Idrætsparken Stadion           | Dánia          | 3 – 2     | Hollandia      | Eb-selejtező   | -         |           |
| 2.        | 1967. november 1.    | Rotterdam, Feijenoord Stadion              | Hollandia      | 1 – 2     | Jugoszlávia    | barátságos     | -         |           |
| 3.        | 1967. november 29.   | Rotterdam, Feijenoord Stadion              | Hollandia      | 3 – 1     | Szovjetunió    | barátságos     | -         |           |
| 4.        | 1968. április 7.     | Amszterdam, Olimpiai Stadion               | Hollandia      | 1 – 2     | Belgium        | barátságos     | -         | 60'       |
| 5.        | 1968. május 1.       | Varsó, Lengyel Hadsereg Stadionja          | Lengyelország  | 0 – 0     | Hollandia      | barátságos     | -         |           |
| 6.        | 1968. május 30.      | Amszterdam, Olimpiai Stadion               | Hollandia      | 0 – 0     | Skócia         | barátságos     | -         |           |
| 7.        | 1968. június 5.      | Bukarest, Köztársasági stadion             | Románia        | 0 – 0     | Hollandia      | barátságos     | -         |           |
| 8.        | 1968. szeptember 4.  | Rotterdam, Feijenoord Stadion              | Luxemburg      | 0 – 2     | Hollandia      | vb-selejtező   | 1         | 22'       |
| 9.        | 1969. március 26.    | Rotterdam, Feijenoord Stadion              | Hollandia      | 4 – 0     | Luxemburg      | vb-selejtező   | -         |           |
| 10.       | 1969. május 7.       | Rotterdam, Feijenoord Stadion              | Hollandia      | 1 – 0     | Lengyelország  | vb-selejtező   | -         | 46'       |
| 11.       | 1969. október 22.    | Rotterdam, Feijenoord Stadion              | Hollandia      | 1 – 1     | Bulgária       | vb-selejtező   | -         | 73'       |
| 12.       | 1970. január 14.     | London, Wembley Stadion                    | Anglia         | 0 – 0     | Hollandia      | barátságos     | -         |           |
| 13.       | 1970. január 28.     | Tel-Aviv, Bloomfield stadion               | Izrael         | 0 – 1     | Hollandia      | barátságos     | -         |           |
| 14.       | 1970. október 11.    | Rotterdam, Feijenoord Stadion              | Hollandia      | 1 – 1     | Jugoszlávia    | Eb-selejtező   | -         |           |
| 15.       | 1970. november 11.   | Drezda, Rudolf Harbig Stadion              | NDK            | 1 – 0     | Hollandia      | Eb-selejtező   | -         |           |
| 16.       | 1970. december 2.    | Amszterdam, Olimpiai Stadion               | Hollandia      | 2 – 0     | Románia        | barátságos     | -         |           |
| 17.       | 1971. február 24.    | Rotterdam, Feijenoord Stadion              | Hollandia      | 6 – 0     | Luxemburg      | Eb-selejtező   | -         |           |
| 18.       | 1971. április 4.     | Split, Stadion pod Marjanom                | Jugoszlávia    | 2 – 0     | Hollandia      | Eb-selejtező   | -         |           |
| 19.       | 1971. október 10.    | Rotterdam, Feijenoord Stadion              | Hollandia      | 3 – 2     | NDK            | Eb-selejtező   | -         |           |
| 20.       | 1971. november 17.   | Eindhoven, Philips Sportpark               | Luxemburg      | 0 – 8     | Hollandia      | Eb-selejtező   | -         |           |
| 21.       | 1971. december 1.    | Amszterdam, Olimpiai Stadion               | Hollandia      | 2 – 1     | Skócia         | barátságos     | -         | 46'       |
| 22.       | 1972. május 3.       | Rotterdam, Feijenoord Stadion              | Hollandia      | 3 – 0     | Peru           | barátságos     | -         |           |
| 23.       | 1973. szeptember 12. | Oslo, Ullevaal Stadion                     | Norvégia       | 1 – 2     | Hollandia      | vb-selejtező   | -         |           |
| 24.       | 1974. március 27.    | Rotterdam, Feijenoord Stadion              | Hollandia      | 1 – 1     | Ausztria       | barátságos     | -         | 46'       |
| 25.       | 1974. június 5.      | Rotterdam, Feijenoord Stadion              | Hollandia      | 0 – 0     | Románia        | barátságos     | -         | 46'       |
| 26.       | 1974. június 15.     | Hannover, Niedersachsenstadion (FRG)       | Uruguay        | 0 – 2     | Hollandia      | vb-csoportkör  | -         |           |
| 27.       | 1974. június 19.     | Dortmund, Westfalenstadion (FRG)           | Hollandia      | 0 – 0     | Svédország     | vb-csoportkör  | -         |           |
| 28.       | 1974. június 23.     | Dortmund, Westfalenstadion (FRG)           | Bulgária       | 1 – 4     | Hollandia      | vb-csoportkör  | -         |           |
| 29.       | 1974. június 26.     | Gelsenkirchen, Parkstadion (FRG)           | Argentína      | 0 – 4     | Hollandia      | vb-középdöntő  | -         |           |
| 30.       | 1974. június 30.     | Gelsenkirchen, Parkstadion (FRG)           | NDK            | 0 – 2     | Hollandia      | vb-középdöntő  | -         |           |
| 31.       | 1974. július 3.      | Dortmund, Westfalenstadion (FRG)           | Brazília       | 0 – 2     | Hollandia      | vb-középdöntő  | -         |           |
| 32.       | 1974. július 7.      | München, Olimpiai Stadion                  | NSZK           | 2 – 1     | Hollandia      | vb-döntő       | -         |           |
| 33.       | 1974. szeptember 25. | Helsinki, Olimpiai Stadion                 | Finnország     | 1 – 3     | Hollandia      | Eb-selejtező   | -         |           |
| 34.       | 1974. október 9.     | Rotterdam, Feijenoord Stadion              | Hollandia      | 1 – 0     | Svájc          | barátságos     | -         | 47'       |
| 35.       | 1975. szeptember 3.  | Nijmegen, Goffertstadion                   | Hollandia      | 4 – 1     | Finnország     | Eb-selejtező   | -         |           |
| 36.       | 1975. szeptember 10. | Chorzów, Stadion Śląski                    | Lengyelország  | 4 – 1     | Hollandia      | Eb-selejtező   | -         |           |
| 37.       | 1975. október 15.    | Amszterdam, Olimpiai Stadion               | Hollandia      | 3 – 0     | Lengyelország  | Eb-selejtező   | -         |           |
| 38.       | 1975. november 22.   | Róma, Olimpiai Stadion                     | Olaszország    | 1 – 0     | Hollandia      | Eb-selejtező   | -         |           |
| 39.       | 1976. április 25.    | Rotterdam, Feijenoord Stadion              | Hollandia      | 5 – 0     | Belgium        | Eb-negyeddöntő | -         |           |
| 40.       | 1976. június 16.     | Zágráb, Maksimir Stadion (YUG)             | Csehszlovákia  | 3 – 1     | Hollandia      | Eb-elődöntő    | -         |           |
| 41.       | 1976. június 19.     | Zágráb, Maksimir Stadion                   | Jugoszlávia    | 2 – 3     | Hollandia      | Eb 3. helyért  | -         | 46'       |
| 42.       | 1976. szeptember 8.  | Reykjavík, Laugardalsvöllur                | Izland         | 0 – 1     | Hollandia      | vb-selejtező   | -         |           |
| 43.       | 1976. október 13.    | Rotterdam, Feijenoord Stadion              | Hollandia      | 2 – 2     | Észak-Írország | vb-selejtező   | -         |           |
| 44.       | 1977. augusztus 31.  | Nijmegen, Goffertstadion                   | Hollandia      | 4 – 1     | Izland         | vb-selejtező   | -         |           |
| 45.       | 1977. október 5.     | Rotterdam, Feijenoord Stadion              | Hollandia      | 0 – 0     | Szovjetunió    | barátságos     | -         | 46'       |
| 46.       | 1977. október 12.    | Belfast, Windsor Park                      | Észak-Írország | 0 – 1     | Hollandia      | vb-selejtező   | -         |           |
| 47.       | 1977. október 26.    | Amszterdam, Olimpiai Stadion               | Hollandia      | 1 – 0     | Belgium        | vb-selejtező   | -         | 14'       |
| 48.       | 1978. február 22.    | Ramat Gan, Nemzeti Stadion                 | Izrael         | 1 – 2     | Hollandia      | barátságos     | -         | 46'       |
| 49.       | 1978. április 5.     | Tunisz, Stade El Menzah                    | Tunézia        | 0 – 4     | Hollandia      | barátságos     | -         |           |
| 50.       | 1978. május 20.      | Bécs, Práter Stadion                       | Ausztria       | 0 – 1     | Hollandia      | barátságos     | -         |           |
| 51.       | 1978. június 3.      | Mendoza, Estadio Malvinas Argentinas (ARG) | Irán           | 0 – 3     | Hollandia      | vb-csoportkör  | -         |           |
| 52.       | 1978. június 7.      | Mendoza, Estadio Malvinas Argentinas (ARG) | Peru           | 0 – 0     | Hollandia      | vb-csoportkör  | -         |           |
| 53.       | 1978. június 11.     | Mendoza, Estadio Malvinas Argentinas (ARG) | Hollandia      | 2 – 3     | Skócia         | vb-csoportkör  | -         |           |
| 54.       | 1978. június 14.     | Córdoba, Estadio Chateau Carreras (ARG)    | Ausztria       | 1 – 5     | Hollandia      | vb-középdöntő  | -         |           |
| 55.       | 1978. június 18.     | Córdoba, Estadio Chateau Carreras (ARG)    | NSZK           | 2 – 2     | Hollandia      | vb-középdöntő  | -         |           |
| 56.       | 1978. június 21.     | Buenos Aires, Estadio Monumental (ARG)     | Olaszország    | 1 – 2     | Hollandia      | vb-középdöntő  | -         |           |
| 57.       | 1978. június 25.     | Buenos Aires, Estadio Monumental           | Argentína      | 3 – 1     | Hollandia      | vb-döntő       | -         | 73'       |
| 58.       | 1978. szeptember 20. | Nijmegen, Goffertstadion                   | Hollandia      | 3 – 0     | Izland         | Eb-selejtező   | -         |           |
| 59.       | 1978. december 20.   | Düsseldorf, Rheinstadion                   | NSZK           | 3 – 1     | Hollandia      | barátságos     | -         |           |
| 60.       | 1979. február 24.    | Milánó, Giuseppe Meazza Stadion            | Olaszország    | 3 – 0     | Hollandia      | barátságos     | -         |           |
| 61.       | 1979. március 28.    | Eindhoven, Philips Sportpark               | Hollandia      | 3 – 0     | Svájc          | Eb-selejtező   | -         |           |
| 62.       | 1979. május 2.       | Chorzów, Stadion Śląski                    | Lengyelország  | 2 – 0     | Hollandia      | Eb-selejtező   | -         |           |
| 63.       | 1979. május 22.      | Bern, Wankdorfstadion (SUI)                | Argentína      | 0 – 0     | Hollandia      | barátságos     | -         | 80'       |
| 64.       | 1979. október 17.    | Amszterdam, Olimpiai Stadion               | Hollandia      | 1 – 1     | Lengyelország  | Eb-selejtező   | -         |           |
| 65.       | 1980. január 23.     | Vigo, Estadio de Balaídos                  | Spanyolország  | 1 – 0     | Hollandia      | barátságos     | -         | 48'       |
|           | Összesen             |                                            |                | 65        | mérkőzés       |                | 1         | gól       |